# カフェー・ライオン
カフェー・ライオン（Café Lion）は、かつて存在した日本の飲食店である。カフェー・プランタンと同じ1911年（明治44年）に開業し、銀座を代表するカフェーと言われた。
築地精養軒の経営で規模が大きく、一般客にも入りやすかったという。店名は、築地精養軒の経営者北村宇平がロンドンを訪れた際、ピカデリーサーカスのレストラン「ライオン (J. Lyons and Co) 」から贈られたもので、創始者のジョセフ・ライオン (Joseph Lyons (caterer)) にちなむ。

　現在ビヤホール「銀座ライオン」を運営する会社についてはサッポロライオンを参照。

## 沿革

### 開店
尾張町交差点の角に開業した。3階建で新築され、1階が酒場、2階が余興場であった。この場所は、1886年から1909年まで毎日新聞社（横浜毎日新聞の後身）があり、のちにサッポロ銀座ビルを経て、現在の銀座プレイスにあたる。
1911年は「日本初のカフェ」とされるカフェー・プランタン（3月）に続き、カフェー・ライオン（8月）、カフェー・パウリスタ（12月）と「カフェー」を冠する店が銀座に相次いで開店した年である。店によってそれぞれ特色があり、パウリスタはコーヒー中心だったが、ライオンは洋食と洋酒が中心であった。

### 営業
特筆すべき点は女給（ウェイトレス）がいたことで、美人女給が揃いの衣装（和服にエプロン）でサービスすることで知られたが、開店当初は女給が客席に同席することはなかった。
ビールが一定量売れるとライオン像が吠える仕掛けが名物になっていた。また、グランドホテル（横浜）出身の名バーテンダー・浜田晶吾は「ライオンの宝」とも評された。
1923年（大正12年）9月1日の関東大震災後はバラックの平屋建で営業を再開し、後に本建築に建て替えた。しかし翌1924年には斜向かいにカフェー・タイガーが開業し、目立つ女給が引き抜かれるなどして次第に勢いを失った。松崎天民には「女給の美的素質の上から言えば、第二三流」「どれもこれもが、所帯染みている」と酷評された。またタイガーなどに倣い、女給が客席に同席するようにもなった。
1931年（昭和6年）6月、大日本麦酒に経営が移り、8月にビアホール「ライオンヱビスビヤホール」（現在の「ビヤホールライオン」銀座五丁目店）としてオープンした。

若い女給が客の話相手となったこの店は、当時の「カフェー」を代表する存在であり、後年の美人喫茶やメイドカフェの嚆矢となったという見方もある。